# Peck Range
Die Peck Range sind ein 18 km langer und 10 km breiter hoher Gebirgszug aus Bergen, Gebirgskämmen und Hügeln nahe der Black-Küste im südöstlichen Palmerland auf der Antarktischen Halbinsel. Sie liegt in nordsüdlicher Ausrichtung im westlichen Teil der Du Toit Mountains. Die bis zu 1700 m hohen Formationen werden im Süden durch ein hohes Schneefeld, im Osten und Westen durch bislang unbenannte Gletscher begrenzt, die am nördlichen Ende des Gebirgszugs bzw. südlich des Mount Wever zusammenfließen.
Der United States Geological Survey kartierte das Gebirge anhand eigener Vermessungen und Luftaufnahmen der United States Navy aus den Jahren von 1966 bis 1969. Eine gemeinsame Mannschaft des United States Geological Survey und des British Antarctic Survey kartierte es zwischen 1986 und 1987 erneut. Das Advisory Committee on Antarctic Names benannte es 1989 nach dem US-amerikanischen Geologen und Vulkanologen Dallas Lynn Peck (1929–2005), 11. Direktor des United States Geological Survey von 1981 bis 1983. Das Fundament des Gebirgszugs besteht praktisch zur Gänze aus grob granuliertem, jungem und granitischem Batholith.